# Cubanopyllus inconspicuus
Cubanopyllus inconspicuus Alayón & Platnick, 1993 è un ragno appartenente alla famiglia Gnaphosidae.
È l'unica specie nota del genere Cubanopyllus.

## Distribuzione
L'unica specie oggi nota di questo genere è stata rinvenuta sull'isola di Cuba.

## Tassonomia
Le caratteristiche di questo genere sono state descritte dallo studio degli esemplari tipo di Litopyllus inconspicuus Bryant, 1940, effettuato dagli aracnologi Alayón & Platnick nel 1993.
Dal 2007 non sono stati esaminati altri esemplari, né sono state descritte sottospecie al 2015.